# Cyanolyca pulchra
Gaio-formoso (Cyanolyca pulchra) é uma espécie de ave da família Campephagidae.
Pode ser encontrada nos seguintes países: Colômbia e Equador.
Os seus habitats naturais são: regiões subtropicais ou tropicais húmidas de alta altitude.
Está ameaçada por perda de habitat.